# Samah Khaled
Samah Khaled (1 mei 1992) is een Jordaanse wielrenster. Ze won in de wegwedstrijd tijdens de Pan-Arabische Spelen van 2011. In 2020 won Khaled de tweede etappe van de Dubai's Women Tour.

## Overwinningen
2011
Pan-Arabische Spelen, wegwedstrijd
2012
Arabisch kampioenschap op de weg
2020
2e etappe Dubai's Women Tour